# Halme eburneocincta
Halme eburneocincta är en skalbaggsart som beskrevs av J. Linsley Gressitt 1934. Halme eburneocincta ingår i släktet Halme och familjen långhorningar.
Artens utbredningsområde är Taiwan. Inga underarter finns listade i Catalogue of Life.